# Stratos Constantinidis
Stratos E. Constantinidis (griechisch Στράτος Ε. Κωνσταντινίδης), (* 13. November 1949 in Thessaloniki) ist ein griechischer Theaterwissenschaftler und Neogräzist.
Nach einer Ausbildung in Schauspiel und Regie an Charatsaris Theaterschule und einem Diplom in Anglistik an der Aristoteles-Universität Thessaloniki begann Constantinidis 1978 ein Studium der Theaterwissenschaften am Department of Communication and Theatre Arts der University of Iowa und wurde dort 1984 zum Ph.D. promoviert. Heute lehrt er dramatic theory and criticism am Department of Theatre der Ohio State University. Er ist Mitherausgeber der wissenschaftlichen Fachzeitschriften Text & Presentation, Journal of Modern Greek Studies und Theatre Studies.
Constantinidis arbeitet zur Kritischen Theorie und Theatergeschichtsschreibung, zur Methodologie der Performance-Wissenschaften und im kreativen Bereich (Dramaturgie, Übersetzung, Adaption, Drehbuchherstellung). Spezialgebiete sind das moderne griechische Theater und der moderne griechische Film.

## Schriften
- The Reception of Aeschylus’ Plays through Shifting Models and Frontiers. (Metaforms, 7). Brill, Leiden 2016.
- Modern Greek Theatre: A Quest for Hellenism. Jefferson, NC & London: McFarland Publishers, 2001.
- (Hrsg.): Greece in Modern Times: An Annotated Bibliography of Works Published in English in Twenty-Two Academic Disciplines during the Twentieth Century. Lanham & London: Scarecrow Press, 2000.
- Theatre under Deconstruction?: A Question of Approach. New York and London: Garland Publishing, 1993.
- The poetics of a theatre industry, 1984